# غلام مصطفی جاتوئی
غلام مصطفی جاتوئی (زاده ۱۴ اوت ۱۹۳۱ – درگذشته ۲۰ نوامبر ۲۰۰۹) یک سیاست‌مدار بلوچ-سندی اهل پاکستان و از اوت تا نوامبر ۱۹۹۰ نخست‌وزیر این کشور بود.